# Robin de Kruijf
Robin de Kruijf est une joueuse néerlandaise de volley-ball née le 5 mai 1991 à Nieuwegein. Elle mesure 1,93 m et joue au poste de centrale. Elle totalise 333 sélections en équipe des Pays-Bas.

## Clubs
| Club                    | De        | À         |
| ----------------------- | --------- | --------- |
| VV Taurus               | 2006-2007 | 2006-2007 |
| Pollux Oldenzaal        | 2007-2008 | 2007-2008 |
| Martinus Amstelveen     | 2008-2009 | 2008-2009 |
| TVC Amstelveen          | 2009-2010 | 2010-2011 |
| Dresdner SC             | 2011-2012 | 2012-2013 |
| River Volley Piacenza   | 2013-2014 | 2013-2014 |
| Vakıfbank İstanbul      | 2014-2015 | 2015-2016 |
| Imoco Volley Conegliano | 2016-2017 | 2023-2024 |

## Palmarès

### Équipe nationale
- Championnat d'Europe
  - Finaliste : 2009, 2015, 2017.

### Clubs
- Championnat du monde des clubs (1)
  - Vainqueur : 2019.
  - Finaliste : 2021.
- Ligue des champions (1)
  - Vainqueur : 2021.
  - Finaliste : 2016, 2017, 2019.
- Championnat des Pays-Bas (2)
  - Vainqueur : 2009, 2010.
- Coupe des Pays-Bas (1)
  - Vainqueur : 2009.
- Championnat d'Allemagne
  - Finaliste : 2012, 2013.
- Championnat d'Italie (4)
  - Vainqueur : 2014, 2018, 2019, 2021, 2022.
- Coupe d'Italie (4)
  - Vainqueur : 2014, 2017, 2020, 2021, 2022.
  - Finaliste : 2018, 2019.
- Supercoupe d'Italie (5)
  - Vainqueur : 2013, 2016, 2018, 2019, 2020, 2021.
  - Finaliste : 2017.
- Championnat de Turquie (1)
  - Vainqueur : 2016.
  - Finaliste : 2015.
- Coupe de Turquie
  - Finaliste: 2015.
- Supercoupe de Turquie (1)
  - Vainqueur: 2014.

### Distinctions individuelles
- Championnat du monde des clubs de volley-ball féminin 2019 : Meilleures centrales[3].